# Camptonville
Camptonville – jednostka osadnicza w Stanach Zjednoczonych, w stanie Kalifornia, w hrabstwie Yuba.